# Rivière Ferry
Pour les articles homonymes, voir Ferry.
Ne doit pas être confondu avec Rivière Berry ou Rivière Perry.
La rivière Ferry est un cours d'eau de Basse-Terre en Guadeloupe se jetant dans la mer des Caraïbes.

## Géographie
Longue de 5,5 km, la rivière Ferry prend sa source à environ 600 mètres d'altitude, sur les flancs ouest des crêtes de la Barre de l'île, sur le territoire de la commune de Deshaies, où elle s'écoule tout au long de son cours. Elle est alimentée par les eaux de différentes petites ravines descendant du flanc sud du morne Mazeau avant de se jeter dans l'anse Ferry au pied de la pointe Paul Thomas en mer des Caraïbes au lieu-dit de Ferry dont elle tient son nom.

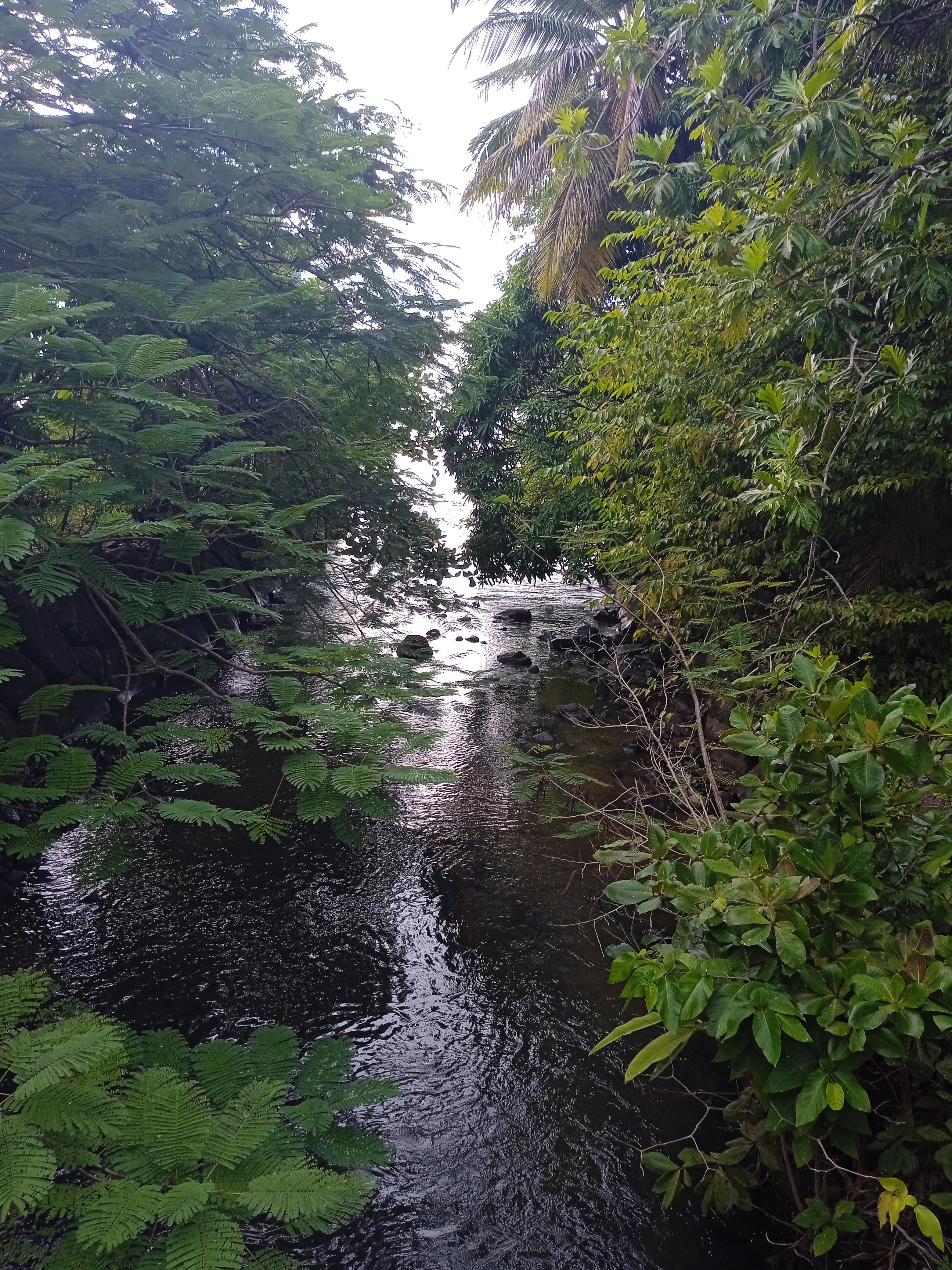
La rivière avant son embouchure.